# Hetty Pettigrew

Hetty Pettigrew omkring 1890, fotograferad av Edward Linley Sambourne

Harriet Selina Pettigrew (även känd som Bessie eller Hetty Pettigrew), född 1867 eller 1869 i Portsmouth, död 1953, var en brittisk konstmodell. Hennes systrar Rose och Lily var också modeller.
Harriet Selina Pettigrew var äldsta dotter till korkskäraren William Pettigrew och sömmerskan Harriet Davis. Hennes föräldrar fick totalt tretton barn. Hon kom till London tillsammans med systrarna Rose och Lily omkring år 1884, när hon bara var femton år gammal. De tre systrarna var samma år modeller för John Everett Millais till hans målning An Idyll of 1745. Millais ansåg att de aldrig kom i tid utan endast när de kände för det, och skyllde detta på att de var "gypsies". Systrarna poserade även för många andra konstnärer som Whistler, Roussel och Wilson Steer. Hetty modellerade för Whistler till ett porträtt, och till flera pastellmålningar. Även en av konstnärens mest erotiska teckningar, The Arabian, satt hon modell till. Hennes syster Rose beskrev henne som elakt kvicktänkt, och att hon på detta sätt passade bra ihop med Whistler. Hon hade ett särskilt nära förhållande till Theodore Roussel, som hon var modell för mellan 1880- och 1910-talet. Dessutom var hon hans assistent och kan även ha varit hans lärjunge. Under en tid var hon hans älskarinna och de fick ett barn, Iris, som föddes omkring år 1900. Senare arbetade hon som skulptör.

## Galleri

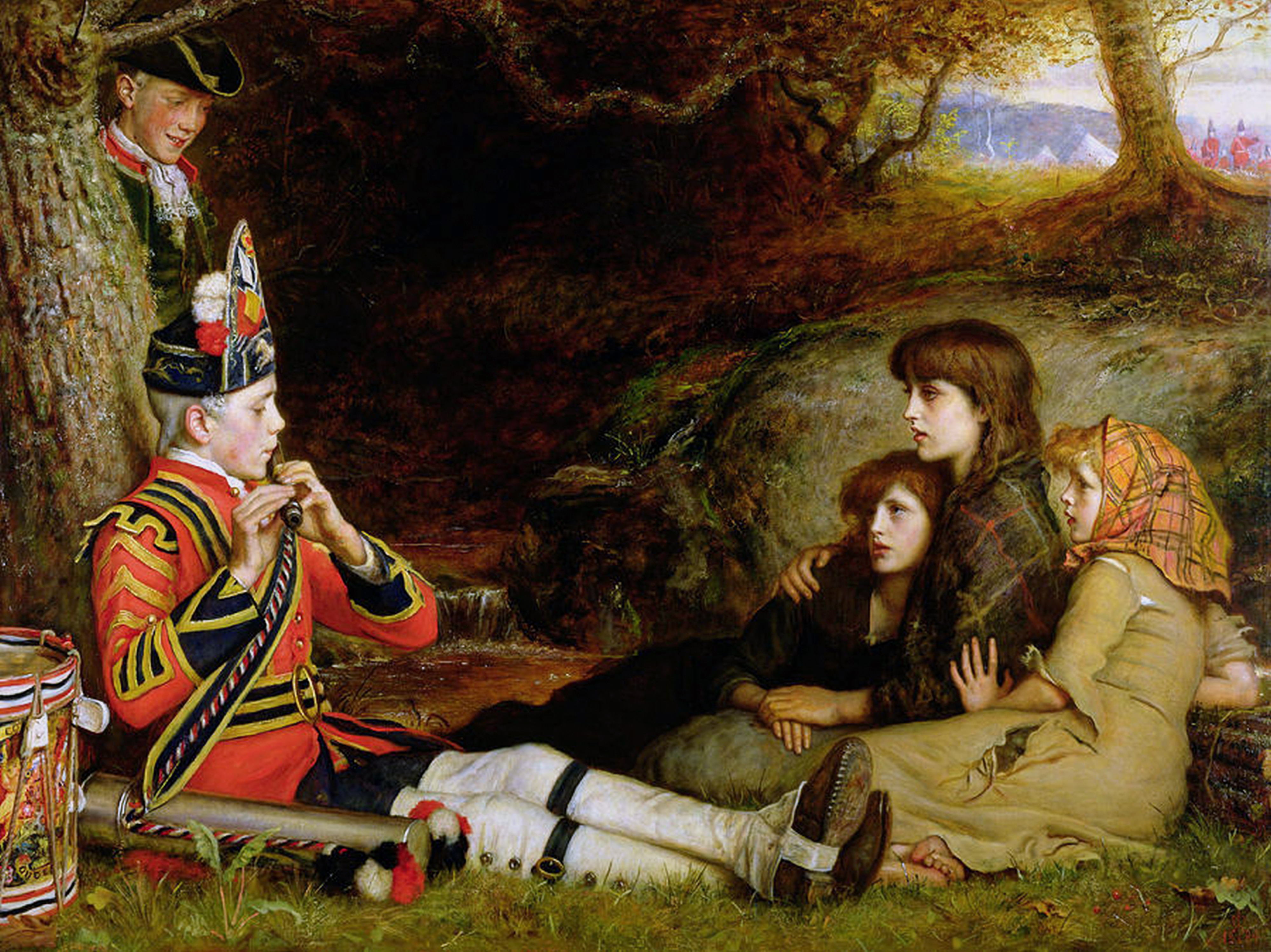
An Idyll of 1745 av John Everett Millais
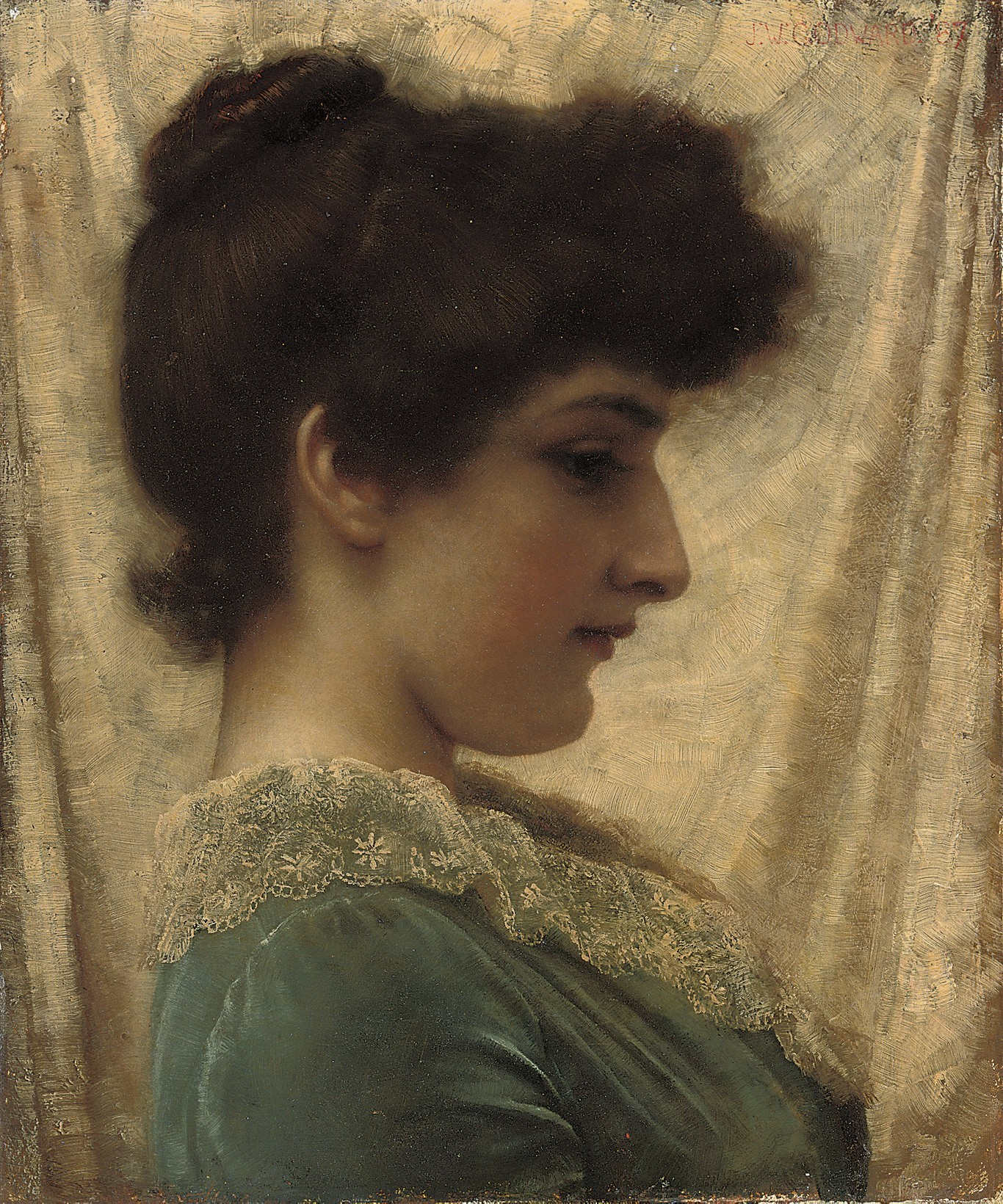
Dora av John William Godward
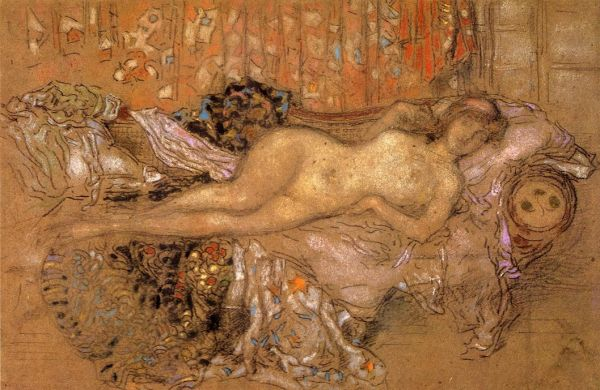
The Arabian av James McNeill Whistler
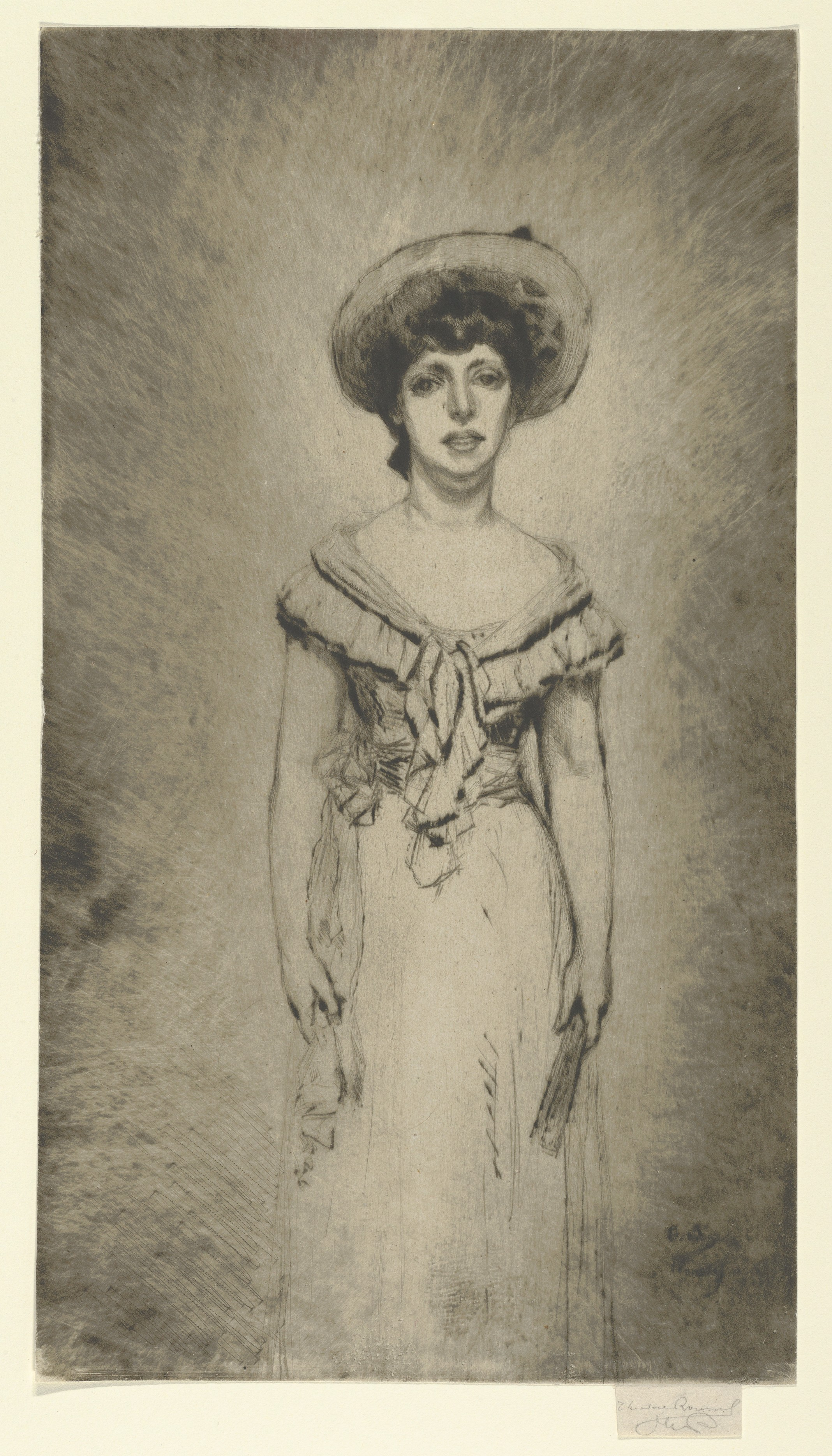
Portrait of Miss Hetty Pettigrew av Theodore Roussel